# The Swan Road
The Swan Road (in ucraino Лебединий Шлях) è il terzo album in studio del gruppo musicale black metal ucraino Drudkh, pubblicato nel 2005.

## Tracce
1. 1648 – 1:40
2. Вічне Сонце (Eternal Sun) – 7:42
3. Кров (Blood) – 9:02
4. Заграва 1768-го (Glare of 1768) – 5:58
5. Ціна Волі (The Price of Freedom) – 8:12
6. Доля (Fate) – 6:42
7. Дума про руйнування Січі (Song of Sich Destruction) – 4:17

## Formazione
- Roman Saenko - chitarra, basso
- Thurios - voce, tastiere
- Amorth - batteria